# إميلي مورس
إميلي مورس (بالإنجليزية: Emily Morse) هي مخرجة وممثلة أمريكية، ولدت في 2 يونيو 1970 في فارمنغتون هيلز في الولايات المتحدة.

## وصلات خارجية
- الموقع الرسمي
- إميلي مورس على موقع IMDb (الإنجليزية)
- إميلي مورس على موقع ألو سيني (الفرنسية)
- إميلي مورس على موقع أول موفي (الإنجليزية)
- إميلي مورس على موقع قاعدة بيانات الفيلم (الإنجليزية)
- إميلي مورس على موقع كينوبويسك (الروسية)